# 钻状风毛菊
钻状风毛菊（学名：Saussurea nematolepis）为菊科风毛菊属下的一个种。

## 扩展阅读
- 維基物種上的相關：钻状风毛菊